# Calixto Merino Jiménez
Calixto Merino Jiménez (n. Tacotalpa, Tabasco, México, 24 de octubre de 1839 - Tacotalpa, Tabasco, 4 de diciembre de 1915) Fue un político mexicano que ocupó en tres cortos lapsos el cargo de Gobernador interino del estado mexicano de Tabasco.

## Diputado
Fue elegido diputado local de 1887 a 1889. Participó en la XIII Legislatura, que decretó la Ley de Ingresos y Egresos del estado, para obtener ingresos de las contribuciones sobre propiedad rústica y urbana, sobre capitales, sobre ventas al mayoreo y otras más; como egresos se adjudicaban todos los sueldos de los empleados públicos. Reformó la Ley Orgánica de Administración de Justicia y decretó el presupuesto del Instituto Juárez.

## Gobernador interino de Tabasco

### Primer período
La primera ocasión de Calixto Merino fue gobernador interino de Tabasco, fue en 1888, cuando el entonces gobernador del estado Simón Sarlat Nova solicitó licencia para ausentarse del cargo, para viajar a la Ciudad de México. Merino, cubrió la ausencia del gobernador del 10 de octubre de 1888 al 1 de enero de 1889.

### Segundo período
El gobernador Simón Sarlat Nova volvió a solicitar licencia para separarse del cargo y acudir a la Ciudad de México, por lo que Merino Jiménez cubrió nuevamente la ausencia del gobernador del estado del 1 de enero de 1889 al 20 de marzo de 1890.

### Tercer período
Nuevamente, Calixto Merino volvería a cubrir la ausencia del gobernador Simón Sarlat Nova, al solicitar licencia para viajar a la Ciudad de México. En esta ocasión, gobernó por un poco más de seis meses, al hacerlo del 1 de marzo al 11 de septiembre de 1891.

## Fallecimiento
Calixto Merino falleció en la villa de Tacotalpa, el 4 de diciembre de 1915.